# Opàlia
Opàlia (en llatí Opalia) era un festival romà en honor d'Ops, una deessa de la fertilitat i la terra, que se celebrava cada any el dia 14è abans de les calendes de gener (19 de desembre) i corresponia al tercer dia de la Saturnàlia que antigament tenia una durada d'un sol dia. Des de l'època d'August, el 17 de desembre s'honorava a Saturn, i el 19 a Ops, l'esposa de Saturn.
Els devots d'Ops feien les seves ofrenes asseguts, tocant la terra de la que n'era deessa. L'Opàlia era l'Opiconsívia del desembre.